# Malbork
Malbork ([ˈmalbɔrk]; Nederlands: Mariënburg; Duits: Marienburg) is een stad in het Poolse woiwodschap Pommeren, gelegen aan de rivier Nogat in de powiat Malborski. De oppervlakte bedraagt 17,15 km², het inwonertal 38.970 (2014).

## Geschiedenis
Het Slot Mariënburg was sinds 1309 het hoofdkwartier van de ridderstaat van de Duitse Orde. Het kasteel van de Orde werd in de Tweede Wereldoorlog zwaar beschadigd, maar later gerestaureerd. Het is tegenwoordig een toeristische trekpleister van de eerste orde.
Bij de burcht en hoofdresidentie van de Duitse Orde, de Mariënburg, werd door Winrich von Kniprode aan het einde van de 14de eeuw de gelijknamige stad gebouwd. Deze stad werd afgebroken door Von Kniprodes opvolger Heinrich von Plauen tijdens de belegering door de koning van Polen in 1410, die volgde op de Slag bij Tannenberg, om het koninklijke leger geen uitvalsbasis te verschaffen. In de Dertienjarige Oorlog (1453-1466) werd de stad door de Poolse koning en zijn verbondenen veroverd. 
In 1466 volgde de wederopbouw nadat de Duitse Orde bij de Tweede Vrede van Thorn de stad aan Polen moest afstaan. Malbork (Mariënburg) werd een koninklijke stad, evenals de andere steden in West-Pruisen, dat nu een autonome provincie van Polen was geworden. De Duitse Orde verplaatste haar hoofdkwartier naar Koningsbergen (tegenwoordig Kaliningrad) in wat sindsdien het hertogdom Pruisen zou heten. Dankzij de autonome status van West-Pruisen kon meer dan de helft van de burgerij na 1520 luthers worden, ondanks de invoering van de Contrareformatie in de rest van Polen aan het einde van de 16de eeuw. 
De stad lag dicht bij de grens met Oost-Pruisen op korte afstand van buurstad Marienwerder en door het nauwe contact bleef de burgerij niet alleen luthers maar grotendeels ook Duitstalig.   
Tijdens de Zweeds-Poolse oorlogen was de stad in de jaren 1626–1629 en 1656–1660 een Zweeds steunpunt. Dat resulteerde in verwoestingen en een verzwakte economische ontwikkeling. Bij de Eerste Poolse Deling in 1772 werd de stad met geheel West-Pruisen door het koninkrijk Pruisen ingelijfd. Mariënburg had toen 4.000 inwoners. 
Na de aansluiting op de Pruisische spoorwegen, waarin de stad een knooppunt was van west-oost en noord-zuid lijnen, kwam er industrie en groeide de bevolking van 8.000 in 1870 en 14.000 in 1910 tot 21.000 inwoners in 1925. Die laatste groei was mede het gevolg van de de vlucht van Duitsers uit de Poolse Corridor, het na de Eerste Wereldoorlog aan Polen toegewezen deel van West-Pruisen. De stad zelf bleef met haar omgeving deel van Duitsland nadat ruim 98% van de bevolking hier in 1920 in een referendum voor had gekozen. De stadsbevolking was voor twee-derde deel Luthers en omvatte ook een Joodse gemeente van enige omvang. Hoger onderwijs in de vorm van een gymnasium en een landbouwschool hadden voor de wijde omgeving betekenis en de werkgelegenheid bleef op niveau met tal van kleinere industrieën. 

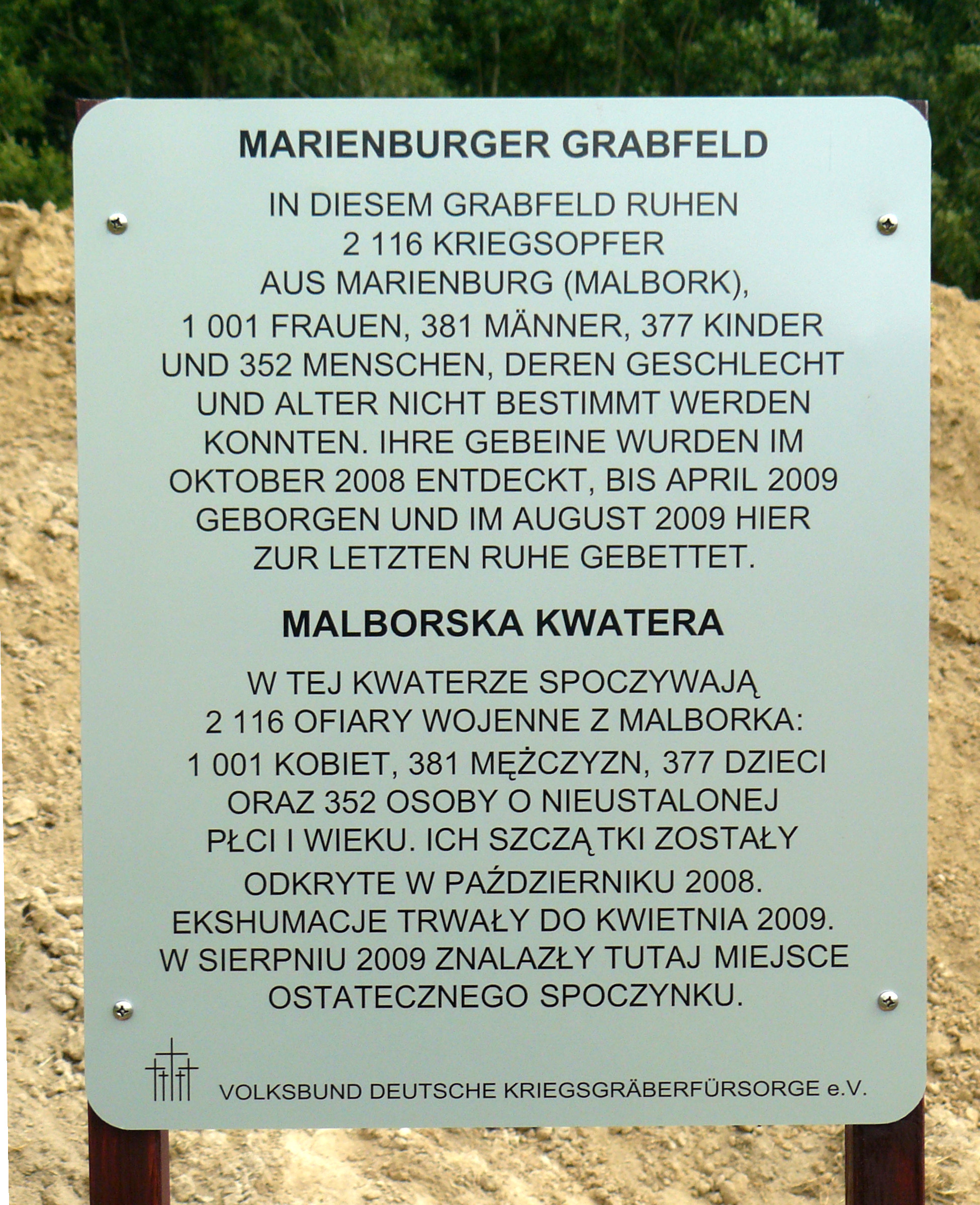
Opschrift begraafplaats oorlogsslachtoffers

Vlak voor de Tweede Wereldoorlog telde de stad 26.000 inwoners. De Joodse bevolking werd weggevoerd en hun synagoge in de brand gestoken. 
Tijdens de oorlog werd een voorheen kleine luchthaven omgebouwd tot oorlogssteunpunt met reparatiewerkplaatsen voor de Luftwaffe. 
Eind januari 1945 nam het Sovjetleger de stad zwaar onder vuur. 80% van de binnenstad werd verwoest evenals een deel van de burcht, waarin zich Duitse troepen hadden verschanst. Een deel van de bevolking slaagde erin te vluchten. De achterblijvers werden geïnterneerd en gedeporteerd. Als getuige van de vele slachtoffers is in 2008 bij de bouw van een hotel een massagraf aangetroffen met 2.116 stoffelijke overschotten van burgers. Deze zijn in 2009 herbegraven op een apart gedeelte van de Duitse militaire begraafplaats in Glinna bij Szczecin (Stettin).

## Geboren in Mariënburg
- Friedrich von Gayl (1776–1853), Pruisisch generaal
- Ferdinand Friedrich Wilhelm Werner von Podewils (1801–1881), Pruisisch generaal
- Carl Legien (1861–1920), afgevaardigde voor de SPD in de Rijksdag in Berlijn
- Ulrich Sporleder (1911–1944), luthers predikant, deelnemer aan het verzet tegen het nationaalsocialisme, benam zich aan het front van het leven
- Heinz Galinski (1912–1992), voorzitter van de Centrale Joodse Raad in Duitsland
- Hartmut Boockmann (1934–1998), historicus en publicist over met name West-Pruisen en Oost-Pruisen
- Roland Kutzki (* 1942), stedebouwkundig architect, werkzaam met name in Bremen

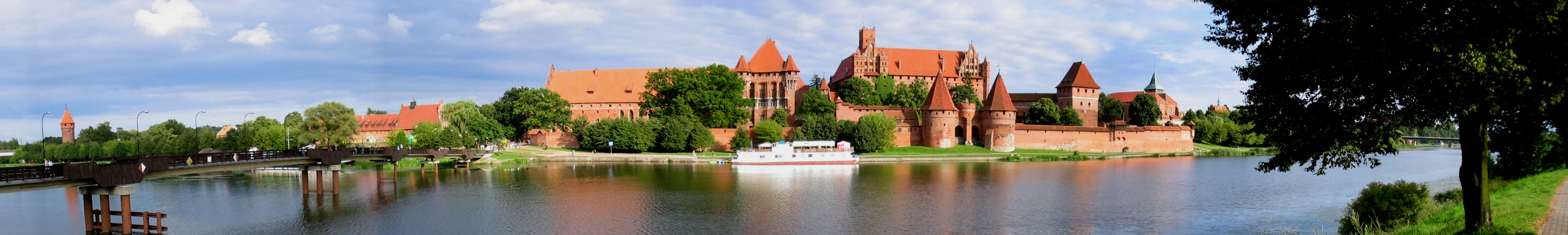
Panorama van het kasteel

- Grzegorz Lato (* 1950), voetballer
- Bartosz Pietruczuk(* 1993), volleyballer

## Verkeer en vervoer
- Station Malbork

Stadsdistricten:
Gdańsk · Gdynia · Słupsk · Sopot

Districten:
Bytów · Chojnice · Człuchów · Gdańsk · Kartuzy · Kościerzyna · Kwidzyn · Lębork · Malbork · Nowy Dwór Gdański · Puck · Słupsk · Starogard · Sztum · Tczew · Wejherowo

Grootste steden:
Chojnice · Gdańsk · Gdynia · Kwidzyn · Lębork · Malbork · Rumia · Słupsk · Sopot · Starogard Gdański · Tczew · Wejherowo